# Fase (materia)

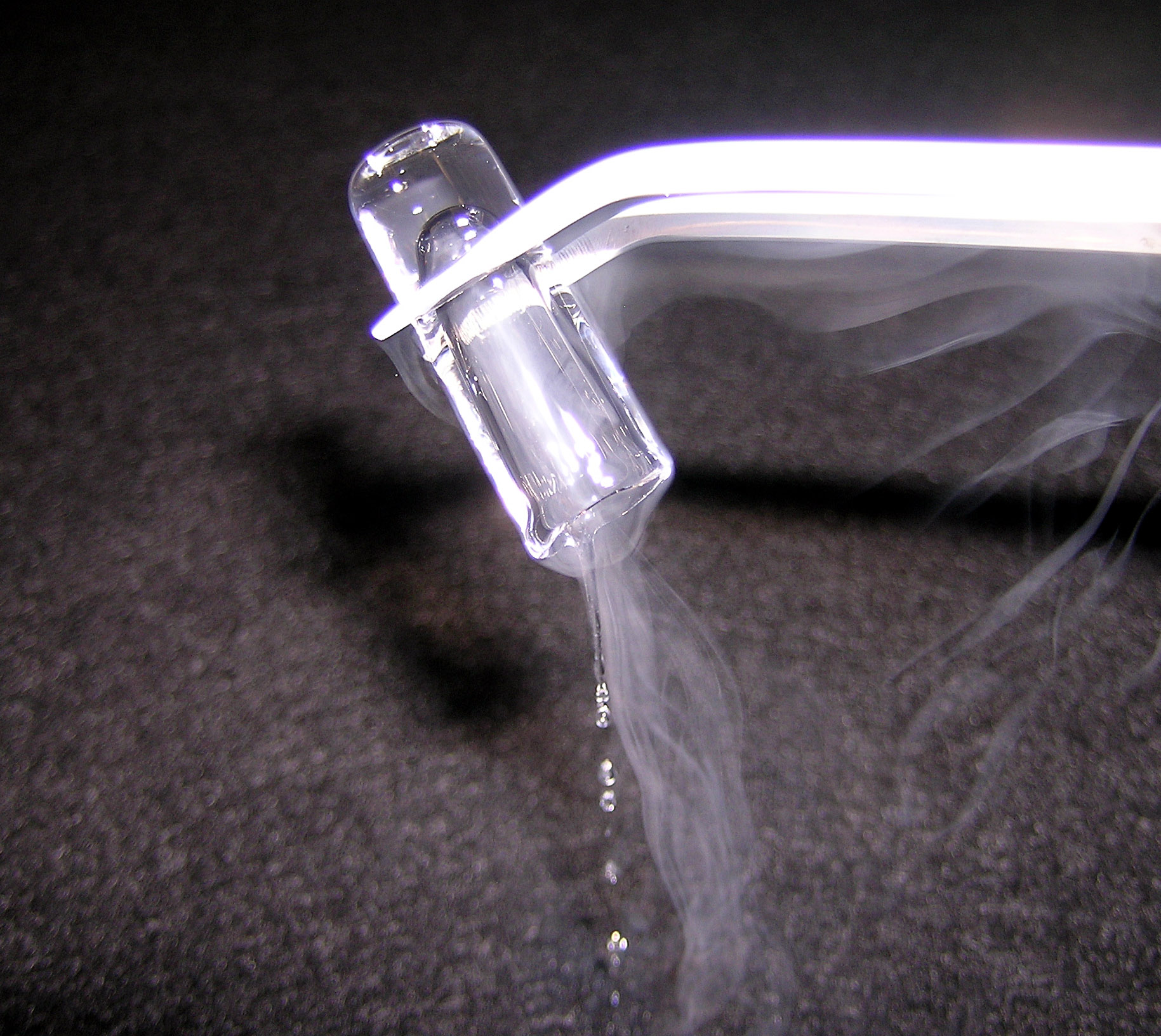
Un pequeño trozo (de unos 2 cm de largo) de argón congelado sólido que se derrite rápidamente (el argón líquido fluye por la parte inferior) que se había congelado haciendo pasar una corriente lenta del argón gas a través de un pequeño cilindro graduado que se sumergió anteriormente en un recipiente de nitrógeno líquido.

En las ciencias físicas, una fase es una región del espacio (un sistema termodinámico), a lo largo de la cual todas las propiedades físicas son esencialmente uniformes. Los ejemplos de propiedades físicas incluyen densidad, índice de refracción, magnetización y composición química. Una descripción simple es que una fase es una región de material que es químicamente uniforme, físicamente distinta y (a menudo) mecánicamente separable. En un sistema que consiste en hielo y agua en una jarra de vidrio, los cubitos de hielo son una fase, el agua es una segunda fase y el aire húmedo es una tercera fase sobre el hielo y el agua. El vidrio de la jarra es otra fase separada. 
El término fase se usa a veces como un sinónimo para estado de la materia, pero puede haber varias fases inmiscibles del mismo estado de la materia. Además, el término fase se usa a veces para referirse a un conjunto de estados de equilibrio demarcados en términos de variables de estado como presión y temperatura por un límite de fase en un diagrama de fase. Debido a que los límites de fase se relacionan con cambios en la organización de la materia, como un cambio de líquido a sólido o un cambio más sutil de una estructura cristalina a otra, este último uso es similar al uso de "fase" como sinónimo de estado de importar. Sin embargo, los usos del estado de la materia y del diagrama de fase no son proporcionales a la definición formal dada anteriormente y el significado que se pretende debe determinarse en parte a partir del contexto en el que se usa el término.

## Tipos de fases

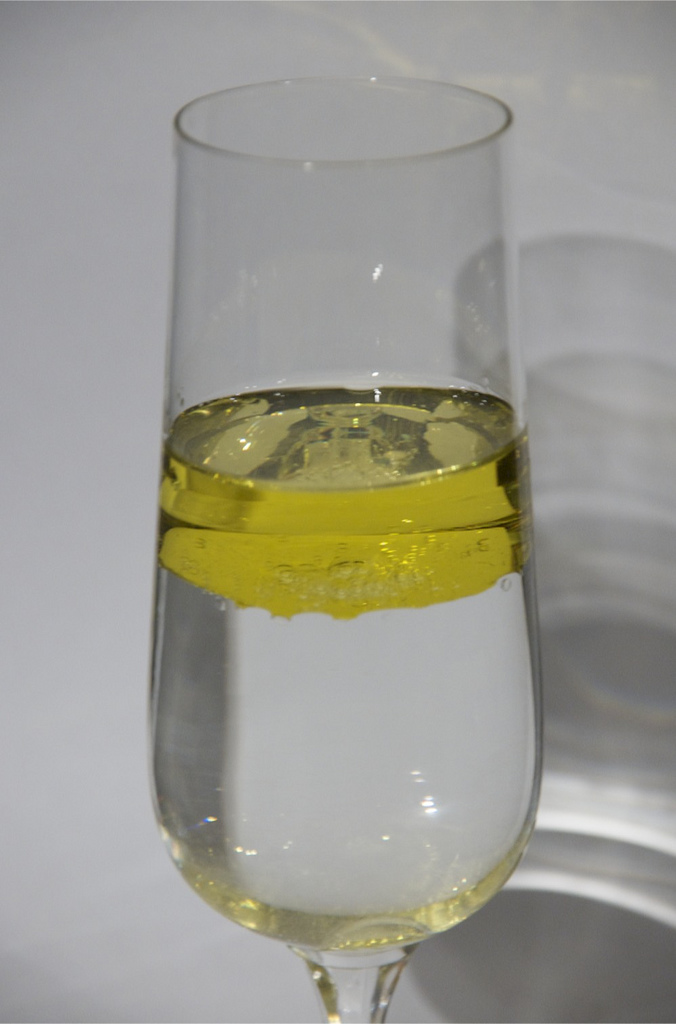
Un sistema compuesto por agua y aceite, en equilibrio, se compone de dos fases distintas (sistema bifásico).

Las distintas fases se pueden describir como diferentes estados de la materia como gas, líquido, sólido, plasma o condensado de Bose-Einstein. Mesofases útiles entre sólido y líquido forman otros estados de la materia.
Fases distintas también pueden existir dentro de un estado dado de la materia. Como se muestra en el diagrama para aleaciones de hierro, existen varias fases para los estados sólido y líquido. Las fases también pueden diferenciarse en función de la solubilidad como polar (hidrófila) o no polar (hidrófoba). Una mezcla de agua (un líquido polar) y aceite (un líquido no polar) se separará espontáneamente en dos fases. El agua tiene una solubilidad muy baja (es insoluble) en el aceite, y el aceite tiene una baja solubilidad en el agua. La solubilidad es la cantidad máxima de un soluto que puede disolverse en un solvente antes de que el soluto deje de disolverse y permanezca en una fase separada. Una mezcla se puede separar en más de dos fases líquidas y el concepto de separación de fase se extiende a los sólidos, es decir, los sólidos pueden formar soluciones sólidas o cristalizar en distintas fases cristalinas. Los pares de metales que son mutuamente solubles pueden formar aleaciones, mientras que los pares de metales que son mutuamente insolubles no pueden formar aleaciones.
Se han observado hasta ocho fases líquidas inmiscibles. Las fases líquidas mutuamente inmiscibles se forman a partir de agua (fase acuosa), disolventes orgánicos hidrófobos, perfluorocarbonos (fase fluorada), siliconas, varios metales diferentes y también a partir de fósforo fundido. No todos los disolventes orgánicos son completamente miscibles, por ejemplo una mezcla de etilenglicol y tolueno se puede separar en dos fases orgánicas distintas.

Las fases no necesitan separarse macroscópicamente de forma espontánea. Las emulsiones y los coloides son ejemplos de combinaciones de pares de fase inmiscibles que no se separan físicamente.

Diagrama de la fase hierro-carbono, que muestra las condiciones necesarias para formar diferentes fases.

## Equilibrio de fases

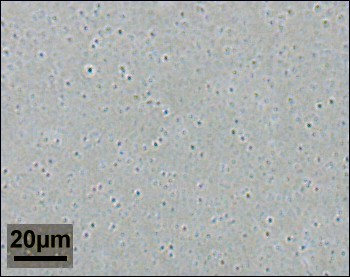
Gotas de grasa en una leche con un 1,5 % de grasa. Microfotógrafo: Akroti (2006).

Si se deja en equilibrio, muchas composiciones formarán una sola fase uniforme, pero dependiendo de la temperatura y la presión, incluso una sola sustancia se puede separar en dos o más fases distintas. Dentro de cada fase, las propiedades son uniformes pero entre las dos fases las propiedades difieren.
El agua en un recipiente cerrado con un espacio de aire encima forma un sistema de dos fases. La mayor parte del agua está en la fase líquida, donde se mantiene por la atracción mutua de las moléculas de agua. Incluso en el equilibrio, las moléculas están constantemente en movimiento y, de vez en cuando, una molécula en la fase líquida gana suficiente energía cinética para separarse de la fase líquida y entrar en la fase gaseosa. Del mismo modo, de vez en cuando una molécula de vapor choca con la superficie del líquido y se condensa en el líquido. En el equilibrio, los procesos de evaporación y condensación se equilibran exactamente y no hay cambio neto en el volumen de ninguna de las fases.
A temperatura y presión ambiente, la jarra de agua alcanza el equilibrio cuando el aire sobre el agua tiene una humedad de alrededor del 3%. Este porcentaje aumenta a medida que la temperatura sube. A 100 °C y la presión atmosférica, el equilibrio no se alcanza hasta que el aire es 100% agua. Si el líquido se calienta un poco más de 100 °C, la transición de líquido a gas se producirá no solo en la superficie, sino en todo el volumen del líquido: el agua hierve.

## Uso del término
El término fase se utiliza principalmente para distinguir dos o más zonas de composición y propiedades homogéneas. Esto se debe a que en termodinámica suelen interesar hechos relacionados con el intercambio de energía o materia. Así, una sustancia puede cambiar de fase sólida a líquida durante la fusión (transición de fase). Del mismo modo, al disolver sal, por ejemplo, la materia puede pasar de la fase sólida salina a la fase líquida, acuosa.
Un caso especial de la aplicación del término se da en la designación de diferentes estados de agregación y modificaciones de un sistema monomaterial, por lo que aquí fase se utiliza mayoritariamente como sinónimo de estos dos términos.

## Número de fases

Un diagrama de fase típico para un material de un solo componente, que presenta fases sólidas, líquidas y gaseosas. La línea verde continua muestra la forma habitual de la línea de fase líquido-sólido. La línea verde punteada muestra el comportamiento anómalo del agua cuando aumenta la presión. El punto triple y el punto crítico se muestran como puntos rojos.

Para una composición dada, solo ciertas fases son posibles a una temperatura y presión dadas. El número y el tipo de fases que se formarán son difíciles de predecir y generalmente se determinan mediante experimentos. Los resultados de tales experimentos se pueden trazar en diagramas de fase.
El diagrama de fase que se muestra aquí es para un sistema de un solo componente. En este sistema simple, las fases posibles solo dependen de la presión y la temperatura. Las marcas muestran puntos donde dos o más fases pueden coexistir en equilibrio. A temperaturas y presiones alejadas de las marcas, solo habrá una fase en equilibrio.
En el diagrama, la línea azul que marca el límite entre el líquido y el gas no continúa indefinidamente, sino que termina en un punto llamado punto crítico. A medida que la temperatura y la presión se acercan al punto crítico, las propiedades del líquido y el gas se vuelven progresivamente más similares. En el punto crítico, el líquido y el gas se vuelven indistinguibles. Por encima del punto crítico, ya no hay fases separadas de líquido y gas: solo hay una fase de fluido genérico que se conoce como fluido supercrítico. En el agua, el punto crítico ocurre a alrededor de 647 K (374 °C o 705 °F) y 22.064 MPa.
Una característica inusual del diagrama de fase del agua es que la línea de fase sólida-líquida (ilustrada por la línea verde punteada) tiene una pendiente negativa. Para la mayoría de las sustancias, la pendiente es positiva, como lo ejemplifica la línea verde oscuro. Esta característica inusual del agua está relacionada con el hielo que tiene una densidad más baja que el agua líquida. El aumento de la presión hace que el agua entre en la fase de mayor densidad, lo que causa la fusión.
Otra característica interesante, aunque no inusual, del diagrama de fase es el punto donde la línea de fase sólido-líquido se encuentra con la línea de fase líquido-gas. La intersección se conoce como el punto triple. En el punto triple, las tres fases pueden coexistir.
Experimentalmente, las líneas de fase son relativamente fáciles de mapear debido a la interdependencia de la temperatura y la presión que se desarrolla cuando se forman múltiples fases. (Ver la regla de las fases de Gibbs) Considere un aparato de prueba que consiste en un cilindro cerrado y bien aislado equipado con un pistón. Al cargar la cantidad correcta de agua y aplicar calor, el sistema se puede llevar a cualquier punto de la región de gas del diagrama de fase. Si el pistón se baja lentamente, el sistema trazará una curva de aumento de la temperatura y la presión dentro de la región de gas del diagrama de fase. En el punto donde el gas comienza a condensarse a líquido, la dirección de la curva de temperatura y presión cambiará bruscamente para trazar a lo largo de la línea de fase hasta que toda el agua se haya condensado.

## Fenómenos interfaciales

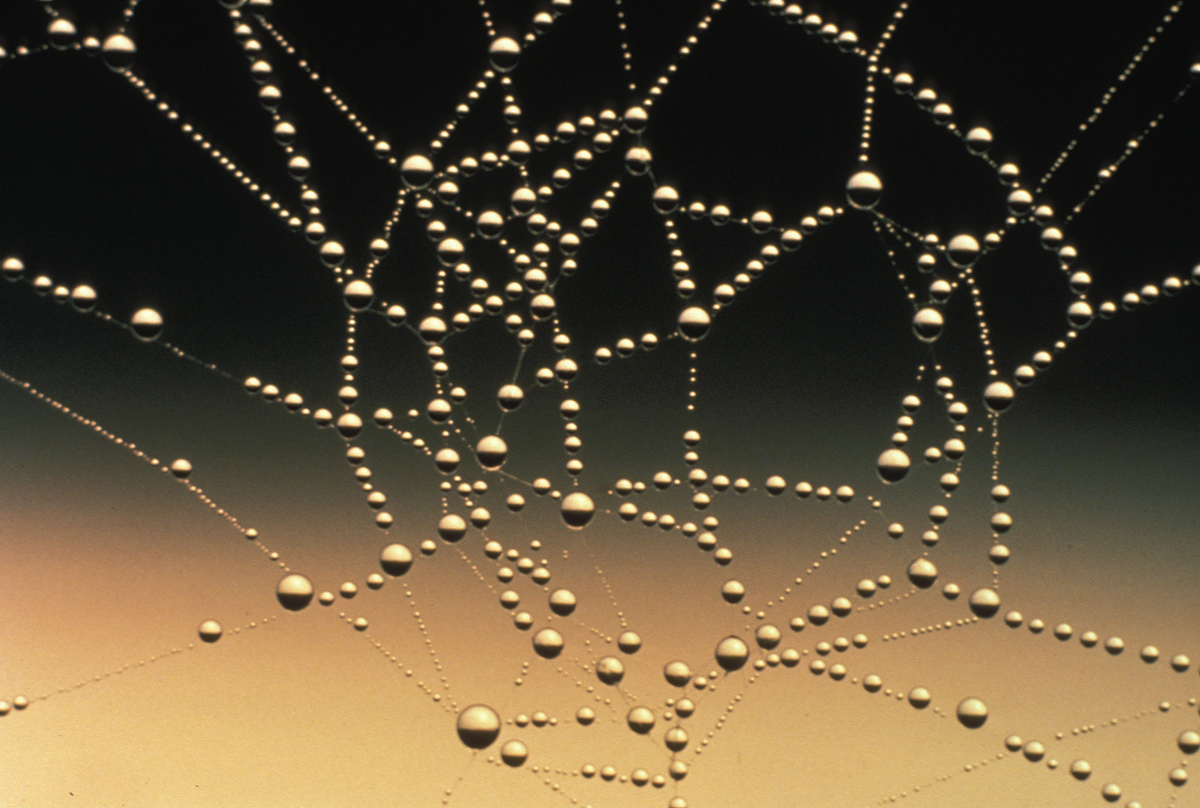
Gotas de agua sobre la superficie de una tela de araña.

Adsorción física de una molécula covalente biatómica en un adsorbente (por ejemplo, un catalizador).

Entre dos fases en equilibrio hay una región estrecha donde las propiedades no son las de ninguna de las fases. Aunque esta región puede ser muy delgada, puede tener efectos significativos y fácilmente observables, como hacer que un líquido exhiba tensión superficial. En las mezclas, algunos componentes pueden moverse preferentemente hacia la interfase. En términos de modelado, descripción o comprensión del comportamiento de un sistema en particular, puede ser eficaz tratar la región interfacial como una fase separada.

## Fases cristalinas
Un mismo material puede tener varios estados sólidos distintos capaces de formar fases separadas. El agua es un ejemplo bien conocido de tales materiales. Por ejemplo, el hielo generalmente se encuentra en la forma hexagonal del hielo Ih, pero también puede existir como el hielo cúbico Ic, el hielo romboédrico II y muchas otras formas. El polimorfismo es la capacidad de un sólido para existir en más de una forma de cristal. Para los elementos químicos puros, el polimorfismo se conoce como alotropía. Por ejemplo, el diamante, el grafito y los fullerenos son diferentes alótropos del carbono.

## Transiciones de fase

diagrama que muestra la nomenclatura de las diferentes transiciones de fase.

Cuando una sustancia experimenta una transición de fase (cambia de un estado de la materia a otro) generalmente toma o libera energía. Por ejemplo, cuando el agua se evapora, el aumento de la energía cinética a medida que las moléculas que se evaporan escapan de las fuerzas atractivas del líquido se refleja en una disminución de la temperatura. La energía requerida para inducir la transición de fase se toma de la energía térmica interna del agua, que enfría el líquido a una temperatura más baja; Por lo tanto la evaporación es útil para el enfriamiento (Ver entalpía de vaporización). El proceso inverso, la condensación, libera calor. La energía térmica, o entalpía, asociada con una transición de sólido a líquido es la entalpía de fusión y la asociada con una transición de sólido a gas es la entalpía de sublimación.

## Fases fuera de equilibrio
Si bien las fases de la materia se definen tradicionalmente para los sistemas en equilibrio térmico, el trabajo en sistemas cuánticos localizados en muchos cuerpos (MBL,  en inglés many-body localized systems) ha proporcionado un marco para definir las fases fuera del equilibrio. Las fases de MBL nunca alcanzan el equilibrio térmico, y pueden permitir nuevas formas de orden no permitidas en equilibrio a través de un fenómeno conocido como orden cuántico protegido por localización. Las transiciones entre las diferentes fases de MBL y entre las fases de MBL y de termalización son transiciones de fase dinámicas novedosas cuyas propiedades son áreas activas de investigación.